# Affaire Leonarda
Pour les articles homonymes, voir Leonarda.
L’affaire Leonarda Dibrani est une affaire politique au fort retentissement médiatique qui s'est développée en France à la suite de l'expulsion vers le Kosovo, le 9 octobre 2013, d'une famille immigrée rom dont une fille mineure, Leonarda Dibrani, a été interpellée lors d'une sortie scolaire.
À quelques mois de scrutins municipaux et européens, l'affaire a pris les dimensions d'une crise politique après une communication maladroite de François Hollande, président de la République française qui annonçait autoriser la jeune fille à poursuivre ses études en France, sans sa famille, conduisant l'UMP à proposer de réécrire « complètement la politique de l’immigration » en France,. Le ministre de l'Intérieur, Manuel Valls, annonçait le 23 octobre 2013 qu'il envisageait une réforme du droit d'asile en France.
L'affaire a suscité maints commentaires tant pour ses aspects juridiques que pour ses aspects concernant la politique d'immigration en France.

## Expulsion de Leonarda Dibrani
La famille Dibrani — la mère et cinq des six enfants qui vivent avec elle — est interpellée le 9 octobre 2013 au Centre d'accueil de demandeurs d'asile (CADA) de Levier, dans le département français du Doubs, où elle est assignée à résidence depuis le 22 août 2013 en attente de son expulsion vers le Kosovo, d'où est originaire le père de famille. Celui-ci a été expulsé la veille, après un séjour au Centre de rétention administrative (CRA) de Geispolsheim, dans le Bas-Rhin.
La sixième enfant, Leonarda, âgée de quinze ans et élève en classe de troisième au collège André-Malraux de Pontarlier, est interpellée alors qu'elle participait à une sortie scolaire et se rendait en autocar à Sochaux.

## Naissance de la polémique
À quelques mois de scrutins municipaux et européens,,, l'expulsion attire l'attention des médias quand est publiée, le 14 octobre 2013, une lettre des « enseignants du collège André-Malraux et du lycée Toussaint-Louverture » sur le blog du Réseau éducation sans frontières (RESF) hébergé par Mediapart. Cette publication intervient alors que la situation des Roms en France est l'un des principaux sujets du débat public depuis plusieurs semaines. Décrite par certains médias comme s'étant déroulée sous les yeux de ses camarades de classe, l'interpellation de cette collégienne qui vivait en France depuis près de cinq ans provoque une vague d'indignation à travers le pays. Le ministre de l’Intérieur, Manuel Valls, est particulièrement mis en cause, notamment par plusieurs personnalités du Parti socialiste, dont il est membre, principalement au nom de la « sanctuarisation de l'école ».
Plusieurs personnalités du Parti socialiste et du Parti de gauche français parlent de « rafle », à l'instar de la sénatrice Esther Benbassa d'Europe Écologie Les Verts, qui déclare : « Moi qui pensais que la France n'avait pas perdu la mémoire de sa sombre histoire, j'étais loin d'imaginer qu'en 2013, en tant que parlementaire, élue du peuple, je serais témoin d'une rafle »,.
Parallèlement, le passé trouble et les mensonges du père sont mis en évidence. Reshat Dibrani déclare le 17 octobre être le seul de sa famille à être né au Kosovo et avoir prétendu aux autorités françaises que sa famille était kosovare « pour avoir de meilleures chances d'obtenir l'asile ». Il explique que sa femme et cinq de ses six enfants, dont Leonarda, sont nés en Italie, la dernière de ses filles étant née en France. Il déclare par ailleurs avoir fait disparaître des documents : « J'ai brûlé mon permis de séjour en Italie et celui de ma femme. J'avais demandé la nationalité italienne pour mes enfants, mais on m'a répondu qu'il fallait attendre qu'ils aient dix-huit ans ». La presse relate une plainte pour violences physiques déposée contre lui par sa femme en janvier 2013 : il était soupçonné de battre deux de ses filles, Leonarda et sa sœur Maria, âgée de dix-sept ans.
Des manifestations de lycéens se déroulent au même moment pour réclamer le retour en France de Leonarda Dibrani et de Khatchik Kachartryan, un immigré arménien de dix-neuf ans expulsé du territoire au même moment,. Le 17 octobre, à l'appel de la Fédération indépendante et démocratique lycéenne (FIDL), 24 lycées sont bloqués, et une cinquantaine le lendemain. 2 500 manifestants défilent à Paris selon la police, 7 000 selon la FIDL.
Un sondage d'opinion BVA pour i>Télé et Le Parisien conclut le 18 octobre 2013 que 65 % des Français se déclareraient opposés au retour de la jeune fille. La position de Manuel Valls serait soutenue par 74 % des Français, dont 89 % des électeurs de droite, 65 % des électeurs socialistes, 46 % des électeurs écologistes et 37 % des électeurs du Front de gauche.

## Tournure politique

### Rapport sur les «modalités d'éloignement» de Leonarda Dibrani
Le 18 octobre, le ministre de l'Intérieur Manuel Valls abrège d'une journée son déplacement aux Antilles françaises, pour que lui soit remis un rapport sur les modalités d'éloignement de Leonarda Dibrani par l'Inspection générale de l'administration (IGA). Ce rapport précise les conditions de l'arrestation :
- Leonarda Dibrani est d'abord descendue du bus avec une enseignante avant l'arrivée des forces de l'ordre ;
- L'arrestation s'est faite à l'abri des regards, dans la cour du collège Lucie-Aubrac de la ville de Doubs[28].

L'enquête conclut « que le refus d'autorisation de séjour (…) et la décision de mise en œuvre de l'éloignement de la famille Dibrani étaient conformes à la réglementation en vigueur » et confirme que : « aucune contrainte physique n'a été exercée ». Cette enquête mentionne cependant que les forces de l'ordre « n'ont pas fait preuve du discernement nécessaire » en intervenant au cours d'une sortie scolaire et recommande de « proscrire plus explicitement toute intervention dans les espaces et le temps scolaires et périscolaires ».
Le rapport se penche également sur les raisons pour lesquelles le préfet a refusé la demande d'admission exceptionnelle au séjour de la famille Dibrani ; la préfecture met en avant le manque d'une réelle volonté d'intégration de la famille. Le rapport souligne en particulier les multiples éléments à charge contre le père ainsi que contre Leonarda, et rappelle que les autorités italiennes avaient eu également à se plaindre de la famille et notamment du père — les enfants, au lieu d'aller à l'école, étaient envoyés par le père pour mendier, et vivaient dans la rue.

### Intervention télévisée de François Hollande
Le président de la République française François Hollande intervient à la télévision le 19 octobre 2013 dans l'après-midi et, sur la base du rapport de l'IGA, annonce qu'il n'y a pas eu de faute de l'administration mais reconnaît un manque de discernement dans le fait que Leonarda ait été interpelée dans un contexte scolaire. Il annonce également que Leonarda pourra, si elle le souhaite, revenir seule en France : « Si elle le demande, un accueil lui sera réservé, et à elle seule ». Il dit avoir pris cette décision par souci « d'humanité » et « compte tenu des circonstances ». La collégienne décline alors cette invitation, précisant qu'elle souhaite rester avec sa famille et que ses frères et sœurs aillent aussi à l'école en France. Elle fait part de son intention de rentrer plus tard en France, avec sa famille.

#### Aggravation de la polémique
La communication présidentielle est fortement critiquée en France, tant à droite qu'à gauche, et suscite des sarcasmes hors de France. Le quotidien français Le Monde écrit que cette affaire « s'est muée en saga politique, qui rappelle le pire des émissions de téléréalité ».
Si le ministre de l'Intérieur Manuel Valls soutient cette annonce, les critiques sont généralement vives à gauche : le Premier secrétaire du Parti socialiste, Harlem Désir, désapprouve la décision de François Hollande ; elle est qualifiée de « cruauté abjecte » par le Parti de gauche (PG). Le député socialiste Malek Boutih accuse François Hollande de « décider de tout et pour tout », en jugeant que sa décision n'avait « ni un sens politique, ni un sens juridique ». Europe Écologie Les Verts (EELV) estime que les propos du Président et de son ministre de l'Intérieur sont « inhumains et incompréhensibles ».
Le Réseau éducation sans frontières (RESF) accuse François Hollande d'être intervenu « à la télé pour démembrer une famille », tandis que l’association La voix des Roms déclare que sa proposition est « inhumaine, indécente et illégale ». L'association France terre d'asile considère que cette proposition est légale « à partir du moment où il y a l'accord parental », mais « complètement aberrante, rendue uniquement en fonction des sondages d'opinion ».
À droite, François Fillon « regrette l’indécision caricaturale » de François Hollande, qui, « à force de chercher des synthèses, apparaît ambigu face à l’immigration irrégulière ». Jean-François Copé condamne la position du Président qui, selon lui, a « porté un coup terrible à l’autorité de l’État » ; pour Jean-Louis Borloo, elle « apparaît comme extrêmement dangereuse pour les Français » et « est malheureusement de nature à amplifier l’absence de confiance des citoyens à l’endroit de nos institutions et de la République ». Nicolas Dupont-Aignan affirme, lui, que « François Hollande [a envoyé] valser tous les principes de notre République ». François Bayrou considère que cette affaire a « affaibli l'autorité » et fragilisé la présidence de François Hollande.
Marine Le Pen juge que le président de la République devrait démissionner pour avoir « humilié la France d'une telle manière qu'il n'a plus aucune autorité ». « On a bien vu la faiblesse, la fragilité de ce personnage qui, sous la pression de quelques étudiants gauchistes, est venu violer non seulement des décisions administratives, mais aussi la loi » poursuit-elle.
L'actrice Josiane Balasko, au micro de RTL, déclare avoir honte de son gouvernement.

#### Analyses des médias
Dès le 19 octobre, Rue89 exprime que « sur l’immigration, la gauche ne sait plus où elle habite » et souligne que, mois après mois, le projet de loi sur l’immigration ne cesse d'être repoussé. L'affaiblissement de l'autorité présidentielle à la suite de cette affaire est relevé par la plupart des commentateurs, Les Échos affirmant que cela « laissera des traces, sur fond de rentrée politiquement ratée et d’impopularité record ».
En Europe, les commentaires sont critiques envers le chef de l’État français. Dès le 19 octobre, le Financial Times estime que François Hollande veille à ne pas s'aliéner Manuel Valls sans vouloir donner l'apparence de lui céder sur tout, ce qui l'a conduit à être désavoué par Harlem Désir, « normalement un allié fidèle de M. Hollande » ; deux jours plus tard, le verdict est sans appel : « L'autorité de François Hollande est atteinte par sa décision sur Leonarda ». Sous le titre « Dilettantisme au palais de l'Élysée », le Berliner Zeitung souligne quant à lui l'indécision et une demi-mesure contre-productive d'un Président qui suscite un tollé en voulant apaiser les esprits, et conseille malicieusement à François Hollande de se séparer de ses conseillers en suscitant ainsi « un frémissement sur le marché du travail français ». Le Guardian va dans le même sens, indiquant que le chef de l'État français a déclenché une vague de colère après sa décision sur un sujet qui, selon ce journal, constituait un test de la capacité de François Hollande à gérer le dossier sensible de l'immigration illégale en France.
Selon la Deutsche Welle, face à une décision présidentielle « qui choque tout le monde et ne satisfait personne » […], « l'impact politique de l'affaire Leonarda est prévisible : une désillusion accrue sur les capacités de l'homme que les Français ont élu comme Président il y a seulement un an et demi, et un sentiment croissant d'impuissance face à l'immigration illégale ».
En Asie, le Channel NewsAsia de Singapour évoque les « attaques de toutes parts » contre François Hollande pour conclure que celui-ci, dans cette affaire, « cède encore plus de terrain à son ambitieux ministre de l'Intérieur, Manuel Valls ». « La recherche de l'équilibre à laquelle se livre le Président se traduit, de l'avis de beaucoup, par une fuite devant les décisions difficiles, face à la montée attendue du Front national lors des prochaines élections municipales et européennes », conclut l'article.

## Volet juridique
Selon l'association La voix des Roms, la proposition du Président français de n'autoriser le retour en France que de la jeune fille sans sa famille violerait la Convention internationale des droits de l’enfant, dont la France est signataire, et en particulier son article 9, qui précise : « Les États parties veillent à ce que l’enfant ne soit pas séparé de ses parents contre leur gré ».
Ce point de vue a été contredit par Marie-Laure Basilien-Gainche, spécialiste de droit public et de la politique européenne d'immigration et de droit d'asile, qui estime que le Président français ne viole pas la première phrase du premier alinéa de l'article 9 de la convention, puisqu'il ne contraint pas Leonarda Dibrani à revenir seule en France, mais lui en fait la proposition, qu'elle et sa famille sont libres d'accepter ou de refuser. Elle estime par ailleurs que la décision de proposer ce retour à une personne ayant précédemment vécu en France dans une situation irrégulière ne saurait être illégale, puisque ne contrevenant à aucune obligation internationale.
Cette juriste s'inscrit également en faux contre la déclaration de Rachida Dati, ancienne garde des Sceaux et ministre de la Justice, selon laquelle le Président violerait la Constitution en faisant une incursion dans le domaine juridictionnel, alors que la directive « retour » contiendrait des exceptions en ce sens.
Le retour éventuel de la famille Dibrani en France dans un cadre légal a été évoqué dès le 18 octobre à la suite des révélations sur la naissance en Italie de presque tous les membres de cette famille. S'ils étaient bien Italiens, ils pourraient légalement séjourner dans les pays de l'Union européenne en vertu des articles 20 et 21 du traité de Lisbonne, et auraient trois mois pour démontrer leur capacité à se maintenir en France, faute de quoi ils devraient retourner en Italie.
L'avocate de la famille Dibrani a déposé le 29 octobre devant le tribunal administratif de Besançon un recours en annulation du refus de titre de séjour prononcé le 19 juin contre le père et la mère afin d'obtenir un titre de séjour « vie privée et familiale » et l'annulation de leur obligation de quitter le territoire français, recours qui a été rejeté le 28 janvier 2014, décision contre laquelle elle a annoncé avoir fait appel. Elle a par ailleurs déposé plainte le 18 novembre après avoir reçu 33 lettres identiques de menaces lui indiquant qu'elle s'exposait, ainsi que sa famille, « à de graves ennuis » si elle continuait à défendre la famille Dibrani. On découvrira plus tard que le « corbeau » était un agent des impôts récidiviste en la matière.

## Répercussions politiques et sociales

### Courant octobre 2013
Dans ce contexte, le président de l'UMP, Jean-François Copé, annonce, le 22 octobre, que son parti compte réexaminer le droit du sol en France, en présentant, avant la fin de l'année 2013, une proposition de loi prévoyant la fin de l'acquisition automatique de la nationalité pour les enfants nés en France de parents étrangers. Il avait en effet considéré la veille qu'il n'était pas normal qu'« un enfant né en France de parents venus en France irrégulièrement puisse devenir automatiquement français ».
Le 23 octobre, Manuel Valls annonce qu'il compte revoir le droit d'asile en France pour éviter une nouvelle « affaire Leonarda » (ou, selon Le Monde, parce que cette polémique « a remis cette question au centre de l'actualité ») : au palais de l'Élysée, on juge en effet ce cas emblématique des effets pervers de la réglementation actuelle sur le droit d'asile.
L'affaire crée des tensions au sein du Parti socialiste, entre l'« aile gauche », favorable au retour de Leonarda, et l'« aile droite », qui prône le respect de législation,,. Le 23 octobre, le sénateur et maire de Conflans-Sainte-Honorine, Philippe Esnol, fait savoir qu'il quitte le Parti socialiste pour rejoindre le Rassemblement démocratique et social européen (RDSE), composé majoritairement d'élus du Parti radical de gauche (PRG) ; il motive sa décision par le comportement « indigne » du PS et par l'arbitrage « nul » de François Hollande dans « l'affaire Leonarda »,.
Dans la perspective de l'élection présidentielle de 2017, les commentateurs soulignent que « l'affaire Leonarda a renforcé M. Valls autant qu'elle a accentué l'impopularité de M. Hollande » ; le baromètre BVA réalisé fin octobre 2013 indique ainsi que François Hollande perd six points de popularité par rapport au mois précédent, tombant à 26 % d'opinions favorables, soit le plus faible niveau pour un président de la Ve République, tandis que Manuel Valls atteint 70 % de bonnes opinions,.

### À plus long terme
Fin octobre, Le Nouvel Observateur consacre cinq pages à l'analyse de l'affaire Leonarda, « un loupé magistral qui change le visage du quinquennat ». L'affaire y est considérée comme un « véritable condensé de toutes les contradictions de la gauche », « révélateur terrible d'un quinquennat en panne, dix-huit mois à peine après qu'il a commencé ». La mise en perspective de l'affaire est complétée par deux autres articles, « Sarko, Valls, quelles différences ? », et « Le cache-cache des sans-papiers » : le premier souligne l'absence de différences majeures entre la politique suivie par Sarkozy et celle suivie par Manuel Valls, « la preuve [en étant apportée] par l'affaire Leonarda » ; le second évoque d'autres cas similaires à l'affaire Leonarda, tels que ceux de la famille géorgienne Shikhashvili et de l'étudiant arménien Khatchick Khachatryan.
La synthèse des préfets du 25 octobre 2013, très alarmiste sur l'état d'une société française « en proie à la crispation, à l'exaspération et à la colère », souligne une double conséquence de « l'affaire Leonarda » — ou, plus exactement, de sa médiatisation extrême :
- « L'affaire Leonarda a également servi à remobiliser les associations de défense des étrangers en situation irrégulière, qui ont multiplié les demandes de régularisation pour des familles dont la reconduite ne posait, jusque-là, pas de difficultés de principe », soulignant que « certains ressortissants étrangers reçus en préfecture se sont montrés plus agressifs, allant jusqu'à refuser le paiement de la taxe sur les titres de séjour, tandis que d'autres ont exprimé des inquiétudes sans fondement sur le renouvellement de leur titre de séjour ».
- Mais surtout, « l'ampleur de la polémique est apparue comme complètement déconnectée des préoccupations quotidiennes des citoyens, plus inquiets de la situation économique et sociale, ce qui n'a pas manqué d'aviver leur exaspération » ; en particulier, « les élus se sont dits inquiets de la progression des opinions bienveillantes à l'égard du Front national auprès de leurs administrés, tout en estimant que l'impact électoral sera plus significatif pour les européennes ».

À l'étranger, l'affaire Leonarda est surtout restée comme une illustration, parmi d'autres difficultés domestiques, du contraste entre un Président indécis et affaibli dans son propre pays mais affirmé et décidé hors de ses frontières, notamment dans les conflits armés au Mali et en Centrafrique.
En décembre 2013, selon un sondage BVA pour Le Parisien, plus de 70 % des Français estiment que ce n'était pas à François Hollande de s'exprimer sur ce sujet car ce n’est pas du niveau du président de la République. Cet avis est assez uniformément partagé parmi la population, avec notamment 60 % chez les sympathisants de gauche.
L'affaire Léonarda a également attiré à François Hollande des critiques d'abaisser la fonction de président de la République française : François Bayrou (qui avait pourtant appelé à voter pour lui peu avant le second tour de l'élection présidentielle de 2012), a estimé que la fonction présidentielle a été « lourdement atteinte », André Bercoff déclarant que « l'épisode Leonarda a vraiment montré qu'il n'habitait pas la fonction (c'est le moins que l'on puisse dire). […] On pourrait ensuite évoquer les sans-dents, les sorties de l'Élysée en scooter, les interviews à Yann Barthès, ses femmes, etc., mais l'affaire Leonarda a vraiment été le plus spectaculaire aveu du niveau auquel il se mettait. Imaginez-vous une seule seconde Charles de Gaulle, François Mitterrand, Georges Pompidou ou même Jacques Chirac se mettre dans une telle position ? ».

## Les suites pour Leonarda
L'hebdomadaire Valeurs actuelles, s'appuyant sur une note écrite par le service de sécurité intérieure (SSI) de l’ambassade de France à Pristina (Kosovo) à l'attention de Manuel Valls, remarque que la famille de Leonarda tente de changer son nom, et émet l'hypothèse que celle-ci essaye d'obtenir, soit la nationalité croate, soit la nationalité serbe, pour avoir le droit de circuler dans l'Union européenne, et donc de revenir en France.
Cette hypothèse est finalement confirmée par Leonarda, qui affirme qu'elle est détentrice d'un passeport croate et qu'elle a l'intention de revenir en France. Valeurs actuelles conteste les propos du ministre des Affaires étrangères selon lesquels il n'y aura pas de retour de Léonarda en France. Jean-Marie Le Guen, secrétaire d'État aux relations avec le Parlement, déclare en juillet 2014 que « le gouvernement sera intraitable sur la situation de cette famille qui a été éloignée légalement », et entend qu'elle soit bloquée à la frontière pour avoir abusé des règles de l'Union européenne.
Le 5 février 2015, l'appel des parents est rejeté par la cour administrative d'appel de Nancy,.
En 2016, Leonarda travaille et exerce le métier de serveuse au Kosovo.
En janvier 2017, BFM TV prend contact avec l'adolescente, cette dernière confirme disposer d'un passeport croate. Leonarda est donc à ce titre citoyenne européenne et a désormais la possibilité de circuler librement à l'intérieur de l'Union européenne, elle affirme par ailleurs son souhait de rejoindre la France sans préciser les conditions.

## Analyses universitaires
Le sociologue Éric Fassin analyse la forte exposition médiatique conférée à l'événement ainsi que les réactions des personnalités politiques comme une illustration de la « droitisation » de la classe politique française, et en particulier du Parti socialiste. A contrario, d'après le politologue Zaki Laïdi, « au pouvoir, les modernistes s'imposent » et cette affaire « souligne de manière incroyable le luxe de précautions que l'État prend en France avant d'expulser les étrangers ».
S'exprimant lors de l'affaire Leonarda, et dans la ligne d'un article intitulé « Du gauchisme culturel et de ses avatars » publié dans la revue Le Débat en 2013, le sociologue Jean-Pierre Le Goff avance l'opinion qu'il existerait une opposition « entre une gauche politique et sociale et un gauchisme sociétal qui s'est approprié le magistère de la morale ». Il décrit le paradoxe qui a vu arriver au pouvoir les représentants du second courant « toujours prompts à jouer la société contre l'Etat ». Cette situation décrédibilise selon lui « la parole politique et la puissance publique » et accentuerait la césure de la gauche et des couches populaires.